# Lutnja
Lútnja je strunsko sredozemsko glasbilo iz družine brenkal. Njen izvor sega nazaj do Srednjega veka. Lutnjo so v 9. stoletju razvili v Perziji, med 10. in 12. stoletjem pa so jo iz Arabije v Evropo prinesli križarji. Ime je dobila iz arabske besede al-'ud, ki pomeni leseno glasbilo. 
V renesansi je lutnja veljala za kraljico inštrumentov. V 17. stoletju je ta sloves izgubila, v 18. stoletju pa so jo izpodrinili druga glasbila s strunami in tipkami.
Evropa se je z lutnjo spoznala prek islamske Španije (Al Andaluz). Bila je priljubljen inštrument med 14. in 18. stoletjem. Igranje nanjo je znova oživelo v 20. stoletju.  

## Deli
Orientalske, srednjeveške, renesančne in baročne lutnje imajo lesen trebušast trup, v katerega so podolgoma vdelane doge. Španska lutnja, ki ima ravno dno in stranske obroče ni toliko sorodna omenjenim lutnjam, temveč banduriji (špansko bandurria). Sestavljajo jo sledeči deli:
- Zatiči: so deli podolgovatega lesa, rahlo stožčaste oblike, ki navijejo struno in tako omogočijo napetost strune.
- Rebra (prečke): strune trupa so navezane na vrat. Prečke označujejo, kje mora glasbenik pritisniti na struno, da jo primerno skrajša in s tem dobi želeni ton.
- Vrat: trup se podaljšuje v vrat na katerega so pripete strune in po katerih igra leva roka.
- Ubiralka: je navadno ebenovinasta lesena plošča, ki je nameščena na vrat kitare, da ga zavaruje pred obrabo, saj se po njem sprehajajo izvajalčevi prsti, ko pritiska na strune.
- Trup: je trebušast, z dogami in ima obliko razpolovljene hruške.
- Usta: pri starinskih lutnjah so usta okrašena z lepo izrezljano rozeto.
- Strune: šest dvojnih strun je uglašenih v parih.
- Kobilica: omogoča, da strune vibrirajo neposredno naprej od vozla.

## Tehnika
Inštrument se drži na podoben način kakor kitara. Orientalske, srednjeveške in Španska lutnja se igrajo s pomočjo tako imenovane pue (špansko púa) ali plektra (oboje je neke vrste trzalica). Od srednjega veka naprej se je opustilo igranje s puo. Strune se je začelo ubirati z blazinicami prstov ali z nohti. Takšen način igranja je omogočal večjo svobodo izražanja. Iz takšnega načina igranja izvira tudi tehnika igranja kitare za desno roko.
Leva roka pritiska na strune in na ta način omogoča tvorbo akordov in proizvaja melodijo. V primeru teorbe, arhelutnje, baročne lutnje itn. obstajajo tudi basovske strune, na katere se ne pritiska, saj ne tečejo po ubiralki, temveč jih ubira le desna roka z namenom proizvesti nizke tone in kot spremljava bolj glasnim inštrumentom.
Pomembni skladatelji in interpreti iz renesančnega in baročnega obdobja so bili John Dowland, Girolamo Kapsberger in Robert de Viseé.

## Arabska lutnja
Beseda lutnja prihaja iz arabske besede `ūd (عود), ki ima več pomenov, med drugim tudi les. Lutnje iz arabskih dežel in Bližnjega vzhoda omogočajo igranje četrt tonov. V primerjavi z evropskimi lutnjami imajo krajši vrat in večji trup. Po navadi ima arabska lutnja samo štiri podvojene strune in eno basovsko. Register arabske lutnje sta navadno dve oktavi in pol. Uporablja se kot inštrument v arabski klasični in ljudski glasbi, v vseh arabskih deželah in tudi v Gruziji.

## Kitajska lutnja ali pipa
Telo spominja na sploščeno hruško izrezljane iz lesa s štirimi strunami. Obstajajo poročila, ki datirajo njen obstoj že v 2. stoletju pred našim štetjem.
Da se lahko izvabi zanjo značilen zvok so potrebni še posebej spretni prsti.
Po navadi spremlja petje pesmi, največkrat epskih, ki opisujejo pomembne zgodovinske dogodke ali bitke. Je predvsem solistični inštrument.
Njen repertoar na eni strani obsega tako kitajska tradicionalna dela, ki so v večji meri anonimna, kot tudi glasbo sodobnih skladateljev, zaznamovano z zahodnimi in kitajskimi vplivi.  Ena izmed dovršenih interpretk tega inštrumenta je Liu Fanges.

## Lutnja v modernem svetu
Lutnja je, skupaj s prebujenim zanimanjem za staro glasbo, ki ga je krepilo gibanje za staro renesančno in baročno glasbo okoli leta 1930 in naprej skozi 20. stoletje, doživela preporod.
Julian Bream je postal slaven zaradi svojih koncertov z lutnjo in violino, kakor tudi Hans Neemann, Walter Gerwig, Suzanne Bloch in Diana Poulton. Sodobne lutnje so replike, oziroma skoraj kopije zgodovinskih inštrumentov, ki so preživeli in so danes del muzejskih ali zasebnih zbirk. Vendar pa je tudi dandanes še vedno mogoče najti rokodelce, ki se posvečajo izdelavi novih lutenj.
Izdeluje se jih po naročilu ali pa se jih od koga odkupi, vendar so možnosti za slednje zelo omejene. Zaradi tega so lutnje večinoma dražje kot ostali moderni inštrumenti, ki se izdelujejo masovno, kot na primer kitara, včasih presežejo celo ceno violine.
Nasprotno s preteklimi obdobji dandanes obstajajo različne vrste lutenj: srednjeveške, renesančne, arhelutnja za baročna dela (archilaúd), teorbe (tiorbas)  na katere se v baročnih sestavih igra generalbas.
Regionalna raznovrstnost lutenj je prisotna v Grčiji: laouto in outi, sta dve vrsti grških lutenj, obe sorodni arabski lutnji.
Med svetovno znane lutnjarje sodijo:  Konrad Ragossnig, Robert Barto, Desmond Dupré, Eduardo Egüez, Edin Karamazov, Luca Pianca, Edmund Spencer, Hopkinson Smith, Axel Wolf, Nigel North, Eligio Quinteiro, Stephen Stubbs, Richard Stone, Pascal Monteilhet, Ariel Abramovich, Evangelina Mascardi, Luciano Contini, William Waters, Paul O'Dette, Rolf Lislevand, Anthony Rooley, Eugène Ferré.
Svetovno znani pevec Sting igra lutnjo in arhelutnjo. Občasno sodeluje z Edinom Karamazovom.
V sklopu pop kulture je tudi kolumbijska pevka Shakira uporabila lutnjo v svoji pesmi Ojos así v sodelovanju z glasbenikom Timom Mitchellom.
Španska lutnja (laúd español) je skupaj z bandurijo nepogrešljiva v tradicionalni univerzitetni španski tuni (tuna).
Obstaja tudi kubanska lutnja (laúd cubano). Znan interpret te vrste lutnje je Barbarito Torres, ki jo igra v Buena Vista Social Club. S špansko lutnjo deli enak izgled, a drugačno uglasitev.

## Vir
- http://es.wikipedia.org/wiki/La%C3%BAd []